# Lista över kommuner i Franska Polynesien
Franska Polynesien är indelat i fem administrativa enheter (subdivisions administratives).  Dessa är i sin tur indelat i 48 kommuner (communes). 
- Lovartöarna (franska: Îles du Vent, officiellt la subdivision administrative des Îles du Vent), del av Sällskapsöarna
- Läöarna (franska: Îles Sous-le-Vent, officiellt la subdivision administrative des Îles Sous-le-Vent), del av Sällskapsöarna
- Marquesasöarna (franska: (Îles) Marquises, officiellt la subdivision administrative des (Îles) Marquises).
- Australöarna (franska: (Îles) Australes, officiellt la subdivision administrative des (Îles) Australes), inklusive Bass Islands.
- Tuamotuöarna-Gambieröarna (franska: (Îles) Tuamotu-Gambier, officiellt la subdivision administrative des (Îles) Tuamotu-Gambier).

## Kommuner
- Marquesasöarna:
  - Fatu-Hiva
  - Hiva-Oa
  - Nuku-Hiva (huvudort)
  - Tahuata
  - Ua-Huka
  - Ua-Pou

- Lovartöarna:
  - Arue
  - Faaa
  - Hitiaa O Te Ra
  - Mahina
  - Moorea-Maiao
  - Paea
  - Papara
  - Papeete (huvudort)
  - Pirae
  - Punaauia
  - Taiarapu-Est
  - Taiarapu-Ouest
  - Teva I Uta

- Tuamotuöarna-Gambieröarna:
  - Anaa
  - Arutua
  - Fakarava
  - Fangatau
  - Gambier (huvudort)
  - Hao
  - Hikueru
  - Makemo
  - Manihi
  - Napuka
  - Nukutavake
  - Puka-Puka
  - Rangiroa
  - Reao
  - Takaroa
  - Tatakoto
  - Tureia

- Australöarna
  - Raivavae
  - Rapa Iti
  - Rimatara
  - Rurutu
  - Tubuai (Huvudort)

- Läöarna
  - Bora-Bora
  - Huahine
  - Maupiti
  - Tahaa
  - Taputapuatea
  - Tumaraa
  - Uturoa (huvudort)